# Barbus stauchi
Barbus stauchi е вид лъчеперка от семейство Шаранови (Cyprinidae). Видът е застрашен от изчезване.

## Разпространение
Разпространен е в Република Конго.

## Описание
На дължина достигат до 8,5 cm.